# 274
| 274                |
| ------------------ |
| Dødsfald - Fødsler |
|                    |

| Gregoriansk kalender | 274 CCLXXIV             |
| Ab urbe condita      | 1027                    |
| Armensk kalender     | I/T                     |
| Kinesiske kalender   | 2970 – 2971 癸巳 – 甲午 |
| Etiopisk kalender    | 266 – 267               |
| Jødisk kalender      | 4034 – 4035             |
| Hindukalendere       |                         |
| - Vikram Samvat      | 329 – 330               |
| - Shaka Samvat       | 196 – 197               |
| - Kali Yuga          | 3375 – 3376             |
| Iransk kalender      | 348 BP – 347 BP         |
| Islamisk kalender    | 359 BH – 358 BH         |

Se også 274 (tal)